# Chorebus propediremptum
Chorebus propediremptum is een insect dat behoort tot de orde vliesvleugeligen (Hymenoptera) en de familie van de schildwespen (Braconidae). De wetenschappelijke naam van de soort werd voor het eerst geldig gepubliceerd door Fischer, Tormos, Docavo & Pardo in 2004.